# 몬스터 주식회사 (프랜차이즈)

영어 로고

《몬스터 주식회사》는 월트 디즈니 픽처스가 배급하고 픽사가 제작한 애니메이션 미디어 프랜차이즈이다.

## 메인 시리즈
- 몬스터 주식회사
- 몬스터 대학교

## 단편 영화
- 새들의 이야기
- 파란 우산